# Bischholtz
Bischholtz je občina v departmaju Bas-Rhin francoske regije Alzacija.
Leta 2012 je v občini živelo 279 oseb oz. 117 oseb/km².